# Биг Копит Ки (Флорида)
Биг Копит Ки (енгл. Big Coppitt Key) насељено је место без административног статуса у америчкој савезној држави Флорида.

## Демографија
По попису из 2010. године број становника је 2.458, што је 137 (-5,3%) становника мање него 2000. године.
| Група             | 2000.         | 2010.         |
| Белци             | 2.028 (78,2%) | 1.752 (71,3%) |
| Афроамериканци    | 28 (1,1%)     | 105 (4,3%)    |
| Азијати           | 38 (1,5%)     | 51 (2,1%)     |
| Хиспаноамериканци | 435 (16,8%)   | 524 (21,3%)   |
| Укупно            | 2.595         | 2.458         |